# NGC 3777
NGC 3777 (również PGC 35879) – galaktyka spiralna (Sab), znajdująca się w gwiazdozbiorze Pucharu. Odkrył ją Francis Leavenworth 26 lutego 1886 roku.